# Catherine E. Coulson
Catherine Elizabeth Coulson, ur. 22 października 1943 w Elmhurst w stanie Illinois (USA), zm. 28 września 2015 w Ashland w stanie Oregon (USA) – amerykańska aktorka filmowa, telewizyjna i teatralna
Była córką reżysera radiowo-telewizyjnego i tancerki baletowej. Wychowywała się w południowej Kalifornii. Zdobyła tytuły licencjata (Bachelor of Arts) na Scripps College dla kobiet w Claremont i magistra sztuki (Master of Fine Arts) na Uniwersytecie Stanowym w San Francisco. Brała udział w produkcji filmu Głowa do wycierania Davida Lyncha (1977). W tym okresie zrodziła się koncepcja najbardziej znanej serialowej i filmowej roli Coulson - Margaret Lanterman, czyli Pieńkowej Damy (the Log Lady) w Miasteczku Twin Peaks i Twin Peaks: Ogniu krocz ze mną. Powróciła do tej postaci w Twin Peaks. Zmarła w wyniku komplikacji nowotworowych przed premierą tego serialu, w związku z czym dedykowany jej został pierwszy odcinek, zaś odcinek piętnasty, w którym pojawiła się na ekranie po raz ostatni - Margaret Lanterman. Była też aktorką teatralną i współorganizatorką Oregon Shakespeare Festival w Ashland.
Jej pierwszym mężem od 1968 do 1976 był aktor Jack Nance. Drugi mąż Marc Sirinsky był rabinem w Ashland, w związku z czym w latach 80. XX w. przeszła na judaizm.

## Filmografia

### Filmy
| Rok  | Tytuł                                                          | Rola                           | Reżyser             |
| ---- | -------------------------------------------------------------- | ------------------------------ | ------------------- |
| 1973 | Kaleka (The Amputee)                                           | kobieta                        | David Lynch         |
| 1982 | Trick or Treats                                                | Siostra Reeves                 | Gary Graver         |
| 1991 | Kobieta fatalna (Femme Fatale)                                 | spiker                         | Andre R. Guttfreund |
| 1991 | Sobowtór (Another You)                                         | pielęgniarka                   | Maurice Phillips    |
| 1992 | Twin Peaks: Ogniu krocz ze mną (Twin Peaks: Fire Walk with Me) | Pieńkowa Dama                  | David Lynch         |
| 1992 | Pierścień muszkieterów (Ring of the Musketeers)                | Lina                           | John Paragon        |
| 1994 | The Secret Life of Houses                                      | przełożona pielęgniarek        | Adrian Velicescu    |
| 1995 | The Four Diamonds                                              | panna Kern                     | Peter Werne         |
| 2009 | Calvin Marshall                                                | Carramae                       | Gary Lundgren       |
| 2013 | Redwood Highway                                                | Susie                          | Gary Lundgren       |
| 2014 | Calvin Marshall                                                | Twin Peaks: The Missing Pieces | David Lynch         |

### Seriale telewizyjne
| Rok       | Tytuł                              | Rola                          | Uwagi       |
| --------- | ---------------------------------- | ----------------------------- | ----------- |
| 1989-1991 | Miasteczko Twin Peaks (Twin Peaks) | Pieńkowa Dama                 | 12 odcinków |
| 2010      | Świry                              | kobieta z lasu                | 1 odcinek   |
| 2012      | Portlandia                         | farmerka z Marionberry        | 1 odcinek   |
| 2017      | Twin Peaks                         | Phillip Michael Gerard (Mike) | 5 odcinków  |